# Postplatyptilia zongoensis
Postplatyptilia zongoensis là một loài bướm đêm thuộc họ Pterophoridae. Loài này có ở Bolivia.
Sải cánh dài khoảng 27 mm. Con trưởng thành bay vào tháng 4.
Tên gọi của nó phản án thung lũng sông nơi nó hiện diện, thung lũng Rio Zongo.